# Gisela Perlet
Gisela Perlet (* 29. Oktober 1942 in Magdeburg; † 24. Dezember 2010 in Rostock) war eine deutsche Übersetzerin.

## Leben
Gisela Perlet wuchs in dem Dorf Gutenswegen in der Magdeburger Börde auf. Sie studierte Germanistik und  Nordistik an der Universität Greifswald. Anschließend war sie von 1966 bis 1979 als Lektorin für den Rostocker Hinstorff-Verlag tätig. Ende der Sechzigerjahre erschienen ihre ersten Übersetzungen. Differenzen mit staatlichen Stellen über eine geplante Kierkegaard-Übersetzung führten zu ihrer Entlassung; sie setzte daraufhin ihre Arbeit als freie Übersetzerin und Herausgeberin fort. Perlet, die in den letzten Lebensjahren an Krebs erkrankt war, lebte zuletzt in Rostock.
Gisela Perlet übersetzte vorwiegend belletristische Werke aus dem Dänischen; bedeutend sind vor allem ihre Übersetzungen Hans Christian Andersens und Søren Kierkegaards.
Gisela Perlet war Mitglied im Verband deutschsprachiger Übersetzer literarischer und wissenschaftlicher Werke. Sie erhielt folgende Auszeichnungen: 1998 den dänischen Dannebrogorden, 2001 ein Bundesverdienstkreuz, 2002 den Johann-Heinrich-Voß-Preis für Übersetzung sowie 2004 den Übersetzerpreis des Dänischen Kunstrates.
Die FAZ würdigte sie in einem Nachruf: Sie galt als Doyenne der deutschen Dänisch-Übersetzer ... sie war der lebende Beweis, dass auch Übersetzer ein Werk haben können. (13. Januar 2011).

## Werke
- Die vertriebenen Trolle, Berlin 1984 (zusammen mit Dieter Heidenreich)
- Hans Christian Andersen, Suhrkamp, Frankfurt am Main 2005, ISBN 3-518-18203-X.

## Herausgeberschaft
- Hans Christian Andersen: Eines Dichters Basar, Weimar 1973
- Georg Brandes: Søren Kierkegaard, Leipzig 1992

## Übersetzungen
- Hans Christian Andersen: Die frühen Reisebücher, Leipzig [u. a.] 1984
- Hans Christian Andersen: „Ja, ich bin ein seltsames Wesen ...“. 2 Bände. Göttingen 2000
- Hans Christian Andersen: Lebensbuch, München 1993
- Hans Christian Andersen: Peer im Glück, Zürich 2005 (übersetzt zusammen mit Renate Bleibtreu)
- Hans Christian Andersen: Reisebilder aus Schweden und England, Leipzig [u. a.] 1985
- Hans Christian Andersen: Reisebilder aus Spanien und Portugal, Leipzig 1988
- Hans Christian Andersen: Sämtliche Märchen und Geschichten. 2 Bände. Leipzig 1982 (übersetzt zusammen mit Eva-Maria Blühm)
- Tage Andersen: Florale Kunst und neues Raumgefühl, Hildesheim 1995
- Jens Immanuel Baggesen: Das Labyrinth oder Reise durch Deutschland in die Schweiz, Leipzig 1985
- Herman Bang: Das graue Haus, Rostock 1977
- Herman Bang: Das weiße Haus, Rostock 1973
- Steen Steensen Blicher: Die Räuberhöhle, Rostock 1987
- Tania Blixen: Die afrikanische Farm, Rostock 1989
- Tania Blixen: Jenseits von Afrika. Zürich 2010
- Bornholm, Neumünster 1981
- Ditte Cederstrand: Alle meine Kinder, Rostock 1969
- Dänische Volksmärchen, Berlin 1990
- Eskimo-Märchen, Frankfurt am Main 1996
- Meïr Goldschmidt: Avrohmche Nachtigall, Göttingen
- Der große Feuergeist, Rostock 1973
- Søren Kierkegaard: Der Begriff Angst, Stuttgart 1992
- Søren Kierkegaard: Die Krankheit zum Tode, Stuttgart 1997
- Søren Kierkegaard: Tagebuch des Verführers, Stuttgart 1994
- Søren Kierkegaard: Die unmittelbaren erotischen Stadien oder Das Musikalisch-Erotische, Berlin [u. a.] 1991
- Arthur Krasilnikoff: Das Auge des Wals, Alpnach 2010
- Tom Kristensen: Roman einer Verwüstung, Berlin 1992
- Selma Lagerlöf: Nils Holgerssons wunderbare Reise durch Schweden, Berlin [u. a.] 1994
- Harald Nielsen: Giftpflanzen, Stuttgart 1979
- Niels Oxenvad: H. C. Andersen, München 1997
- Dea Trier Mørch: Der Abendstern, Rostock 1984
- Dea Trier Mørch: Innenstadt, Rostock 1982
- Helge Vedel: Bäume und Sträucher im Mittelmeerraum, Stuttgart 1978
- Tage Voss: Die Windharfe, Rostock 1968 (übersetzt zusammen mit Erika Kosmalla)
- Stig Weimar: Kennst du Dänemark?, Kopenhagen 1976

| Personendaten    | Personendaten         |
| ---------------- | --------------------- |
| NAME             | Perlet, Gisela        |
| KURZBESCHREIBUNG | deutsche Übersetzerin |
| GEBURTSDATUM     | 29. Oktober 1942      |
| GEBURTSORT       | Magdeburg             |
| STERBEDATUM      | 24. Dezember 2010     |
| STERBEORT        | Rostock               |